# Rocksmith+
Rocksmith+ est un jeu vidéo de rythme sur Windows, Mac, Android et iOS. Il est développé par Ubisoft San Francisco et édité par Ubisoft, et est sorti le 6 septembre 2022 sur PC et sorti le 6 juin 2024 sur Playstation,.
C'est le troisième jeu de la série Rocksmith.

## Liste des titres
À son lancement, le jeu contient plusieurs milliers de morceaux, certains étant indisponibles dans certains pays et jouables dans d'autres. Les morceaux possèdent tous un arrangement par accords détectés par une intelligence artificielle, mais aussi des partitions pour guitare et pour basse, créées par les développeurs ou par la communauté, grâce au logiciel "Rocksmith Workshop" inclus.
Plusieurs morceaux sont notables de par le fait d'être des interprétations en concert ou des reprises de morceaux populaires. Le jeu propose une grande variété de genres musicaux représentés par des artistes tels que Metallica, Juan Gabriel, The Alan Parsons Project, The Wiggles ou Mobb Deep. Plusieurs artistes francophones sont également présents comme Jacques Dutronc, Françoise Hardy, Mass Hysteria ou encore Les Enfoirés.